# 高橋有機子
高橋 有機子（たかはし ゆきこ、1981年9月 - ）は、日本の小説家。宮城県大崎市出身。

## 経歴
東北大学医療技術短期大学部衛生技術学科中退。宮城県仙台市在住。2015年、新潮社が主催する第47回新潮新人賞を「恐竜たちは夏に祈る」で受賞しデビュー。

## 著作

### 雑誌掲載
- 恐竜たちは夏に祈る（『新潮』2015年11月号）
- 似非りんご味（『新潮』2016年10月号）